# Starzynki 2
Starzynki 2 (biał. Старынкі 2; ros. Старинки 2) – wieś na Białorusi, w obwodzie mińskim, w rejonie miadzielskim, w sielsowiecie Swatki.

## Historia
W czasach zaborów wieś w granicach Imperium Rosyjskiego.
W dwudziestoleciu międzywojennym wieś leżała w Polsce, w województwie wileńskim, w powiecie duniłowickim (od 1926 postawskim), w gminie Miadzioł.
Według Powszechnego Spisu Ludności z 1921 roku zamieszkiwały tu 302 osoby, 1 była wyznania rzymskokatolickiego a 301 prawosławnego. Jednocześnie 1 mieszkaniec zadeklarował polską a 301 białoruską przynależność narodową. Były tu 54 budynki mieszkalne. W 1931 w 58 domach zamieszkiwało 335 osób.
Wierni należeli do parafii rzymskokatolickiej w m. Miadzioł i prawosławnej w m. Uzła Wielka. Miejscowość podlegała pod Sąd Grodzki w Miadziole i Okręgowy w Wilnie; właściwy urząd pocztowy mieścił się w Miadziole.
W 1938 roku miejscowość należała do gromady Andrzejki gminy Miadzioł.
Po agresji ZSRR na Polskę w 1939 roku zaścianek znalazł się w granicach BSRR. W latach 1941–1944 była pod okupacją niemiecką. Następnie leżała w BSRR. Od 1991 roku w Republice Białorusi.